# سدگرگان و اتحاد سه
سدگرگان و اتحاد سه یک آبادی در ایران است که در دهستان مزرعه شمالی واقع شده‌است. سدگرگان و اتحاد سه ۱۱۸ نفر جمعیت دارد.